# 阿莉莎·纽曼
阿莉莎·伊夫琳·纽曼（英語：Alysha Eveline Newman，1994年6月29日—），加拿大女子田径运动员，2014年英联邦运动会女子撑竿跳高铜牌得主、2018年英联邦运动会女子撑竿跳高金牌得主、2024年夏季奥林匹克运动会女子撑竿跳高铜牌得主。